# Gaetano Mastellari
Gaetano Mastellari (Bologna, 25 febbraio 1822 – Parma, 27 luglio 1890) è stato un artista italiano, macchinista teatrale e carpentiere di fama internazionale attivo nel XIX secolo.

## Famiglia
Gaetano Mastellari, nato a Bologna, era figlio di Luigi Mastellari e di Margherita Battaglia. Era sposato con Marianna Adorni. da cui ebbe il figlio Luigi nato a Parma nel 1848, anch'egli operò al Teatro Ducale di Parma e poi alla Scala di Milano.

## Biografia
Gaetano Mastellari si può considerare il maggiore dei macchinisti teatrali del XIX secolo, geniale creatore nel suo genere di meccanismi teatrali, si distinse anche per l'ingegnosa carpenteria. Venne spesso invitato per allestire grandiosi spettacoli nei principali teatri italiani ed esteri.
Al Teatro Regio di Parma subentrò come macchinista e illuminatore a Luigi Dilda (1803 - 1849) con decreto 8 aprile 1850, avendo già lavorato prima in questo teatro in appoggio a compagnie di prosa.
Fu l'ideatore e il direttore di questo reparto al Teatro Regio di Parma dal carnevale 1852-1853 sino a quello 1888-1889 e nel contempo prestò la sua opera anche in altri teatri.

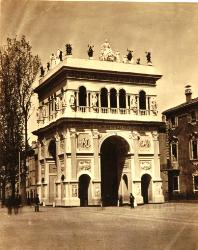
Arco trionfale eretto per la solenne entrata a Parma del re Vittorio Emanuele II il 6 maggio 1860 ideato dal prof. Ernesto Piazza, decorato da Girolamo Magnani e costruito sotto la direzione di Gaetano Mastellari

## Opere
- 1874 - Giuseppe Verdi lo volle alla Scala di Milano nel carnevale dello stesso anno per la messa in scena dell'Aida e in questa edizione fu molto ammirato l'ingegnoso meccanismo del tempio nel quarto atto.
- 1879 - in maggio fu a Londra assieme a Girolamo Magnani per allestire la messa in scena al His Majesty's Theatre dell'Aida di Verdi nella quale trionfò Italo Campanini, fu uno spettacolo che passò alla storia del melodramma in Inghilterra.
- 1881 - Tornò sul palcoscenico scaligero nel carnevale di quell'anno in occasione del Ballo Excelsior di Luigi Manzotti.
- 1883 - 1885 sempre assieme a Girolamo Magnani fu all'Opéra di Parigi in vari periodi dal novembre 1883 al gennaio 1885.[4].

Al Mastellari si deve anche la costruzione dell’arco effimero innalzato nel 1860 all’angolo fra via Garibaldi e via Melloni in occasione della visita di Vittorio Emanuele II a Parma.

## Morte

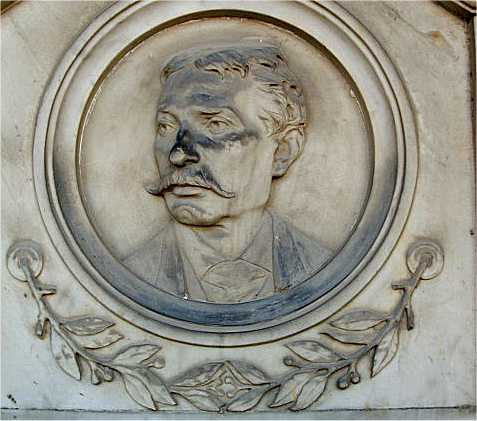
Bassorilievo sulla tomba di Gaetano Mastellari a Parma

Morì all'età di 68 anni a Parma il 27 luglio 1890 alle ore 12 nella sua casa in Borgo del Vescovo al numero 32.
Fu ricordato nel necrologio dalla Gazzetta Musicale di Milano di Casa Ricordi.
L'epitaffio sul monumento funebre che la moglie Marianna Adorni fece installare al Cimitero della Villetta di Parma recita:
 Gaetano Mastellari cui sulla fronte aleggiò perennemente il genio del lavoro onde la meccanica teatrale si fece arte e vivissima luce diffuse nelle più splendide scene del mondo arguto nel concepire tenace nell'opera paziente nei lunghi dolori del suo fine angelicamente si addormentò il 28 luglio 1890 a 68 anni la moglie Marianna Adorni ed i congiunti posero.